# Principato di Halberstadt
Il Principato di Halberstadt fu uno stato del Sacro Romano Impero governato dal Brandeburgo-Prussia. Esso andò a rimpiazzare il Principato vescovile di Halberstadt dopo la sua secolarizzazione avvenuta nel 1648, mantenendone il seggio al Reichstag. La capitale dello stato fu Halberstadt. Nel 1807 il principato divenne capitale regionale del Regno di Vestfalia. Nel 1815 passò definitivamente al Regno di Prussia.

## Storia
Nel XVI secolo, la maggior parte della popolazione del vescovato di Halberstadt si era convertita al protestantesimo. Il vescovo Sigismondo di Brandeburgo, un franco sostenitore della Riforma, si dimise ufficialmente dalle sue funzioni religiose nel 1566, dopodiché il capitolo della cattedrale elesse Enrico Giulio di Brunswick-Wolfenbüttel, il figlio di due anni del duca Giulio, a succedergli. Il 7 dicembre 1578, il giovane, cresciuto nella fede luterana, fu investito nella Cattedrale di Halberstadt secondo un rigido cerimoniale cattolico, che scatenò un vivace dibattito in tutto l'Impero.
Le dispute tra gli amministratori protestanti della Casa di Brunswick e il capitolo cattolico continuarono fino alla Guerra dei Trent'anni, quando Cristiano di Brunswick, "il temerario di Halberstadt", morì per le ferite riportate nel 1625. Nel 1629, l'imperatore cattolico Ferdinando II d'Asburgo emanò l'Editto di Restituzione e fece eleggere vescovo di Halberstadt il figlio minore, l'arciduca Leopoldo Guglielmo.
Secondo la Pace di Vestfalia del 1648, il principato-vescovile di Halberstadt venne abolito assieme ai principati ecclesiastici di Magdeburgo, Minden e Cammin che vennero assegnati all'elettore di brandeburgo Federico Guglielmo I come compensazione per la perdita della Pomerania Occidentale ceduta agli svedesi. Questo accordo venne negoziato dal rappresentante di Federico Guglielmo, Joachim Friedrich von Blumenthal, che in cambio venne nominato primo governatore secolare del nuovo principato.

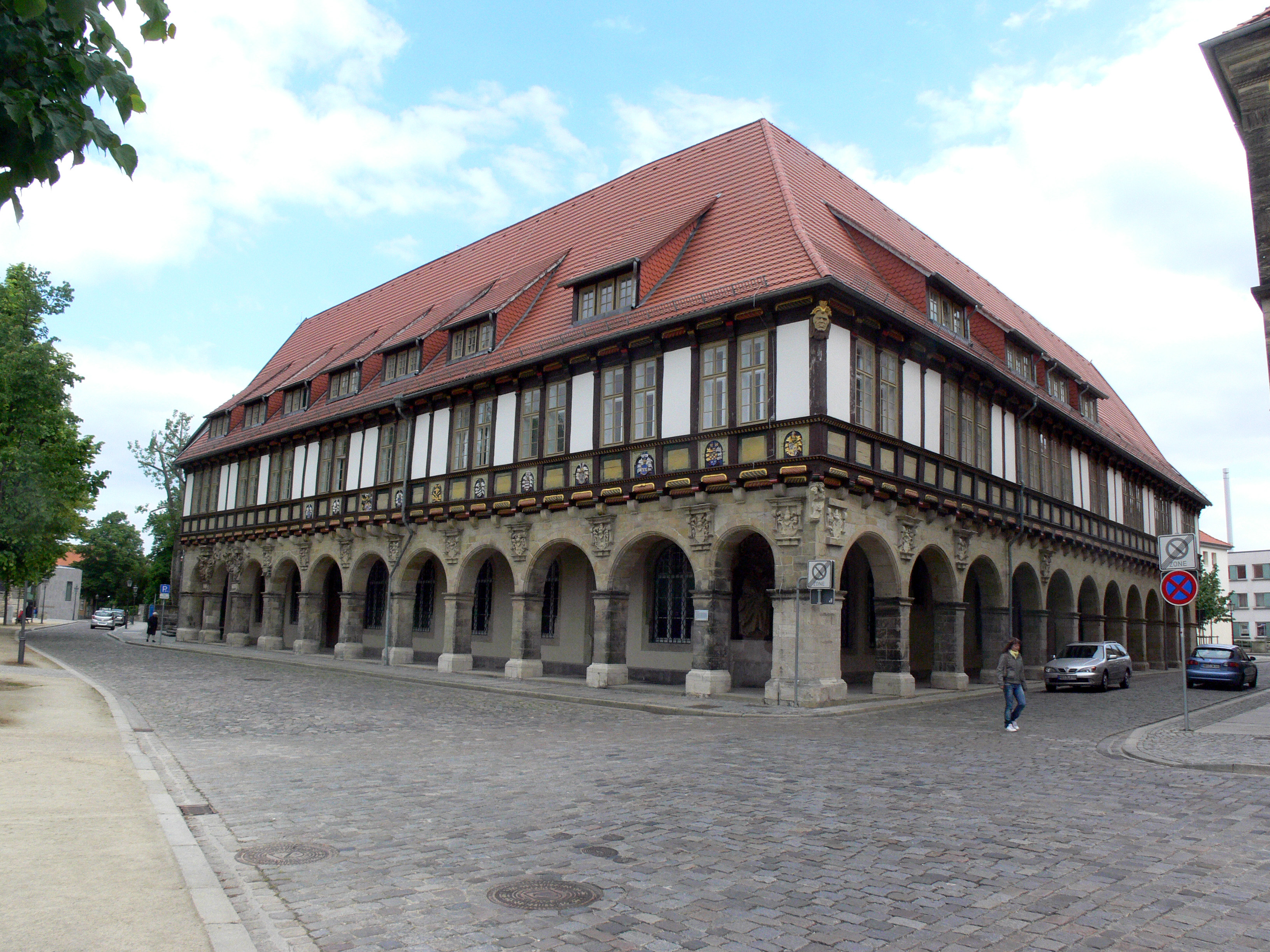
Il capitolo della cattedrale di Halberstadt

Il principato di Halberstadt era composto dai territori attorno alle città storiche di Osterwieck e Halberstadt, oltre a comprendere il principato di Anhalt-Aschersleben, la Contea di Regenstein, il castello di Heimburg e la contea di Falkenstein. La signoria di Derenburg venne aggiunta all'area nel 1701, Hasserode venne acquistata dagli Stolberg-Wernigerode nel 1714 e dopo il Congresso di Vienna, nel 1815 il principato di Halberstadt ottenne anche la baronia di Schauen e la signoria di Hessenrode. Nel 1703 esso perse i territori attorno a Weferlingen, che re Federico I di Prussia cedette a suo cugino Cristiano Enrico di Brandeburgo-Bayreuth-Kulmbach, come suddivisione della contea di Hohenstein e di quella di Stapelburg.
Il principato di Halberstadt venne disciolto nel 1807 secondo il Trattato di Tilsit a seguito della sconfitta prussiana nelle guerre della quarta coalizione antifrancese. Il suo territorio divenne parte del nuovo Regno di Vestfalia voluto da Napoleone Bonaparte e governato da suo fratello, Girolamo Dopo la sconfitta dei francesi nella Battaglia di Waterloo nel 1815, il principato tornò alla Prussia e incorporato nella nuova Provincia di Sassonia nel 1817.